# فرودگاه صحرایی پیرسون
 فرودگاه صحرایی پیرسون (به انگلیسی: Pearson Field) یک فرودگاه همگانی بهره‌برداری هوایی است که یک باند فرود آسفالت دارد و طول باند آن ۹۹۸ متر است. این فرودگاه در کشور ایالات متحده آمریکا قرار دارد و در ارتفاع ۸ متری از سطح دریا واقع شده است.